# Frank Forster
Frank Forster (* 8. März 1931 in Augsburg; † 19. April 2006) war ein deutscher Sänger, Schauspieler und Maler.

## Leben
Frank Forster lebte ab seinem 7. Lebensjahr in München.
Nach dem Gymnasium schrieb er sich an der Münchener Kunstakademie ein, um sich zum Grafiker ausbilden zu lassen. Der italienische Musikpädagoge, bei dem er zur Untermiete wohnte, brachte ihm Gesangstechnik und Notenlesen bei.
Als Dolmetscher bei der US-Armee arbeitend, war es leicht, zu Auftrittsmöglichkeiten in verschiedenen Clubs für amerikanische Soldaten zu kommen. 1955, zur Eröffnung des Jazz-Clubs „Studio 15“ in München-Schwabing, stieß er zur Hausband, dem Freddie Brocksieper Quartett. In den darauffolgenden Jahren vertiefte er dort seine musikalischen Fertigkeiten, indem er zum Beispiel am Schlagzeug einsprang, und lernte, was es – insbesondere auf Tournee – bedeutet, ein Musikerdasein mit all seinen Freuden und Schwierigkeiten zu fristen.
Im Jahr 1956 war er mit dem Orchester Kurt Edelhagen an Rundfunkproduktionen beteiligt und unterschrieb seinen ersten Plattenvertrag bei Polydor. Cindy, oh Cindy und Mi casa su casa wurden erfolgreich und öffneten eine weitere Tür, nämlich zum Film.
Im Jahr 1957 mimte er in den Unterhaltungsfilmen Nachts im Grünen Kakadu mit Marika Rökk und Dieter Borsche sowie Heinz Erhardts Witwer mit fünf Töchtern jeweils einen Sänger und trat im Film Es wird alles wieder gut mit zwei Schlagern auf. Er litt darunter, dass man ihm keine Rollen, die ihn ausfüllten, anbot. Doch es reichte auch später nur zu einer Nebenrolle in der Fernsehserie Der Kommissar.
Musikalisch lief es besser: Tourneen mit Max Greger zunächst im deutschsprachigen Raum, 1959 dann durch die UdSSR. Und 1960 ein erster Platz bei einem Musikfestival in Belgien, bei dem er unter anderem Udo Jürgens hinter sich ließ. Schließlich erlebte er noch eine Hochphase, als er während eines längeren USA-Aufenthaltes mit Dean Martin und Frank Sinatra auftrat.
In die USA hatten ihn eigentlich seine Hobbys, das Dokumentarfilmen und das Malen, geführt. Letzteres übte er seit Ende der 1960er Jahre immer professioneller aus, sodass 1986 die erste von vielen weiteren Ausstellungen stattfand.
Frank Forster war mit Nora Maier (1942–2023) verheiratet, einer Tochter des Verlegers Franz Karl Maier und spätere Ehefrau von John Lydon, der als Johnny Rotten bekannte Sänger der Sex Pistols. Seine Tochter Ariane Forster (1962–2010) war unter dem Künstlernamen Ari Up Sängerin der britischen Punk-Band The Slits.